# Zākhūr-e Qeshlāqī
Zākhūr-e Qeshlāqī (persiska: قشلاق زاخور, Qeshlāq-e Zākhor, Qeshlāq-e Zākhvor) är en ort i Iran.   Den ligger i provinsen Östazarbaijan, i den nordvästra delen av landet, 500 km nordväst om huvudstaden Teheran. Zākhūr-e Qeshlāqī ligger 796 meter över havet och antalet invånare är 328.
Terrängen runt Zākhūr-e Qeshlāqī är huvudsakligen lite kuperad. Zākhūr-e Qeshlāqī ligger nere i en dal. Runt Zākhūr-e Qeshlāqī är det ganska glesbefolkat, med 27 invånare per kvadratkilometer. Närmaste större samhälle är Chol Qeshlāqī, 20,0 km väster om Zākhūr-e Qeshlāqī. Trakten runt Zākhūr-e Qeshlāqī består i huvudsak av gräsmarker.